# Douglasia ochotensis
Douglasia ochotensis är en viveväxtart som först beskrevs av Carl Ludwig von Willdenow, Johann Jakob Roemer och Schult., och fick sitt nu gällande namn av Hult. Douglasia ochotensis ingår i släktet Douglasia och familjen viveväxter. Inga underarter finns listade i Catalogue of Life.